# Echinarachnius parma
Echinarachnius parma is een zee-egel uit de familie Echinarachniidae.
De wetenschappelijke naam van de soort werd in 1816 gepubliceerd door Jean-Baptiste de Lamarck.